# 5808 Babelʹ
Az 5808 Babelʹ (ideiglenes jelöléssel 1987 QV10) a Naprendszer kisbolygóövében található aszteroida. Ljudmila Georgijevna Karacskina fedezte fel 1987. augusztus 27-én.